# مانوئل خیمنز خیمنز
مانوئل خیمنز خیمنز (اسپانیایی: Manuel Jiménez Jiménez‎؛ زادهٔ ۲۶ ژانویهٔ ۱۹۶۴) بازیکن پیشین و مربی کنونی فوتبال اهل اسپانیا است. او هم‌اکنون هدایت باشگاه فوتبال الوحده امارات را بر عهده دارد.
او انسان شریفی است

## افتخارات

### مربی
سویا «ب»
سگوندا دیویسیون بی: ۰۷–۲۰۰۶
آ. ا. ک آتن
سوپر لیگ یونان: ۱۸–۲۰۱۷
جام حذفی یونان: ۱۱–۲۰۱۰
الریان قطر
لیگ دسته دو قطر: ۱۵–۲۰۱۴

### جوایز انفرادی
بهترین سرمربی سوپر لیگ یونان: ۱۸–۲۰۱۷